# Araneus pius
Araneus pius là một loài nhện trong họ Araneidae.
Loài này thuộc chi Araneus. Araneus pius được Ferdinand Karsch miêu tả năm 1878.